# Gare de Port-Bail
La gare de Port-Bail est une gare ferroviaire française de la ligne de Carentan à Carteret, située sur le territoire de la commune de Portbail, dans le département de la Manche en région Normandie.
Depuis quelques années, la gare de Port-Bail est desservie par le train touristique du Cotentin, géré par l'association « Tourisme et Chemin de Fer de la Manche ».

## Situation ferroviaire
Établie à 17 m d'altitude, la gare de Port-Bail est située au point kilométrique (PK) 347,373 de la ligne de Carentan à Carteret, entre les haltes de Saint-Lô-d'Ourville et de Saint-Georges-de-la-Rivière.

## Histoire
La Compagnie des chemins de fer de l'Ouest met en service la gare de Port-Bail le 1er juillet 1889, lors de l'ouverture à l'exploitation de la deuxième section, de La Haye-du-Puits à Carteret de sa ligne de Carentan à Carteret. Elle comporte un bâtiment voyageurs du type 4e classe de la compagnie avec « une annexe pour lieux d'aisances » et un abri de quai. Les infrastructures ferroviaires comportent deux quais et deux voies : la ligne et une voie d'évitement qui permet le croisement des trains. Les installations pour le service des marchandises comprennent notamment un quai de 60 m desservant une halle couverte, un pont à bascule et une grue de 6 t.
Après avoir vu le service voyageurs être transféré en service routier le 26 septembre 1971 par la Société nationale des chemins de fer français (SNCF), la fin de la desserte marchandises de la gare intervient le 27 mai 1979, et le dernier express entre Paris et Carteret circule le 1er août 1976. Le déclassement de la ligne est publié au Journal Officiel le 10 avril 1996.
Le retour du train en gare a lieu le 23 juin 1990 avec la mise en service du train touristique du Cotentin sur le tronçon de ligne de la gare de Port-Bail à celle de Carteret par l'association « Tourisme et Chemin de fer de la Manche » (ATCM). Des anciennes installations ferroviaires, il reste le bâtiment voyageurs avec le petit bâtiment qui abrite les toilettes, une voie et un quai, mais l'ATCM a construit une nouvelle voie d'évitement en bout de ligne afin de pouvoir effectuer les manœuvres des locomotives.

## Service train touristique
L'association « Tourisme et Chemin de Fer de la Manche » (ATCM) prévoit dans ses horaires un arrêt du train touristique du Cotentin. 